# Valentina Magaletti
Valentina Magaletti  est une musicienne, multi-intrumentiste, batteuse, percussionniste et compositrice italienne.

## Biographie
Valentina Magaletti est née à Bari, dans le sud de l'Italie. Elle réside à Londres, en Angleterre,.

## Carrière
Elle collabore avec de nombreux musiciens tels que Thurston Moore, Jandek, Nicolas Jaar. Elle se produit avec des groupes musicaux post-rock tels que Moin, Vanishing Twin, Tomaga,,.
Elle investit tous les styles musicaux et se produit régulièrement en solo, avec des performances musicales et visuelles inédites, hypnotiques. Elle explore divers matériaux comme dans son solo sur la Batterie fragile, une batterie en porcelaine créé par Yves Chaudouët.
Elle collabore avec le bassiste/multi-instrumentiste Tom Relleen dans le duo Tomaga,.
En 2017, elle fait partie du projet Can, imaginé par Irmin Schmidt, membre survivant de Can,. En 2021, elle participe à la performance de Weavings, une composition collective de Nicolas Jaar, au Unsound festival à Cracovie.

## Discographie (extrait)
- 2023 : Cupo - Valentina Magaletti & Laila Sakini - LP, Album, Limited Edition, Clear
- 2022 : Rotta - LP, Album, Limited Edition, Pink [Coral Pink])
- 2022 : Batterie Fragile - Valentina Magaletti & Yves Chaudouët – LP, Limited Edition, White
- 2022 : La Tempesta Colorata - LP, Album, Stereo
- 2020 : A Queer Anthology of Drums - LP, Album, Reissue
- 2020 :  Due Matte - Valentina Magaletti, Marlene Ribeiro )- LP, Limited Edition, Stereo
- 2018 : The Golden Path avec Joăo Pais Filipe  CZN (Copper, Zinc and Nickel).